# 세르조 로시
세르조 로시(Sergio Rossi, 1935년 7월 31일 ~ 2020년 4월 2일)는 이탈리아의 구두 디자이너로, 자신의 이름을 딴 브랜드 세르지오 로시를 창업했다.
에밀리아로마냐주 산마우로파스콜리에서 태어나 구두장인인 아버지에게 일을 배웠다.
1951년 자신의 가게를 창업했으며, 1968년 자신의 이름으로 브랜드를 만들었다.
2020년 4월 2일 체세나의 마우리지오 부팔리니 병원에서 코로나19로 사망하였다.